# Šidlákov
Šidlákov (německy Schilligkau) je malá vesnice, část obce Hora Svatého Václava v okrese Domažlice v Plzeňském kraji. Nachází se 1,5 kilometru západně od Hory Svatého Václava. Je zde evidováno 16 adres. V roce 2011 zde trvale žilo dvacet obyvatel.
Šidlákov je také název katastrálního území o rozloze 3,78 km².

## Historie
První písemná zmínka o vesnici pochází z roku 1379.

## Obyvatelstvo
| Rok            | 1869 | 1880 | 1890 | 1900 | 1910 | 1921 | 1930 | 1950 | 1961 | 1970 | 1980 | 1991 | 2001 | 2011 | 2021 |
| -------------- | ---- | ---- | ---- | ---- | ---- | ---- | ---- | ---- | ---- | ---- | ---- | ---- | ---- | ---- | ---- |
| Počet obyvatel | 287  | 280  | 261  | 235  | 234  | 255  | 223  | 66   | 55   | 49   | 37   | 37   | 33   | 20   | 18   |
| Počet domů     | 39   | 41   | 42   | 41   | 46   | 46   | 45   | 43   | 43   | 11   | 9    | 10   | 9    | 11   | 10   |

## Obecní správa
Při sčítání lidu v letech 1850–1959 Šidlákov byl samostatnou obcí v okrese Horšovský Týn (v letech 1850–1910 Horšův Týn). V letech 1960–1985 byl částí obce Drahotín v okrese Domažlice. Od 1. července 1985 do 23. listopadu 1990 byl částí města Poběžovice v okrese Domažlice. Od 24. listopadu 1990 je částí obce Hora Svatého Václava v okrese Domažlice. V letech 1850–1920 k obci patřily Hora Svatého Václava, Sezemín a Šibanov.

## Další fotografie

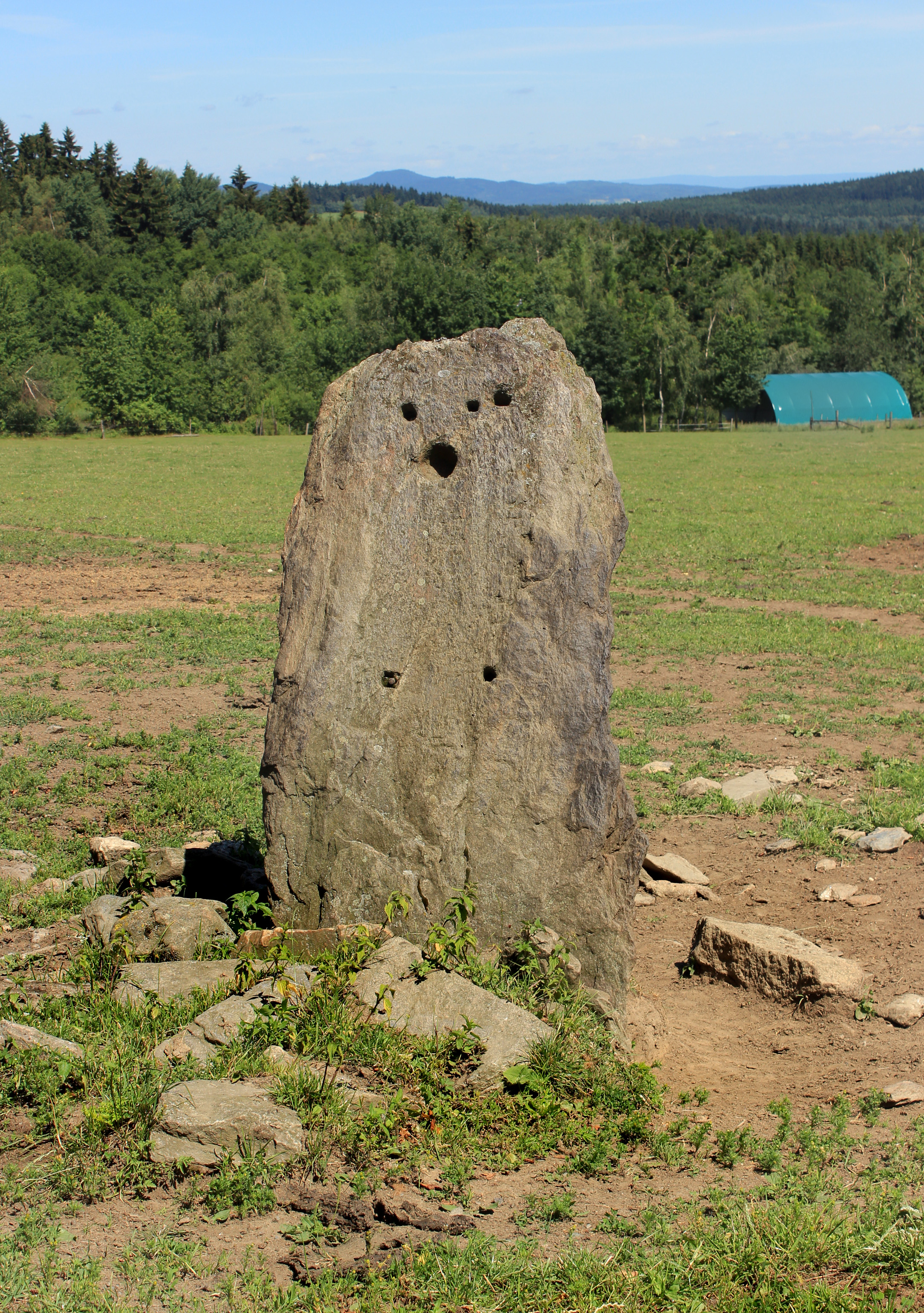
Šidlákovský menhir
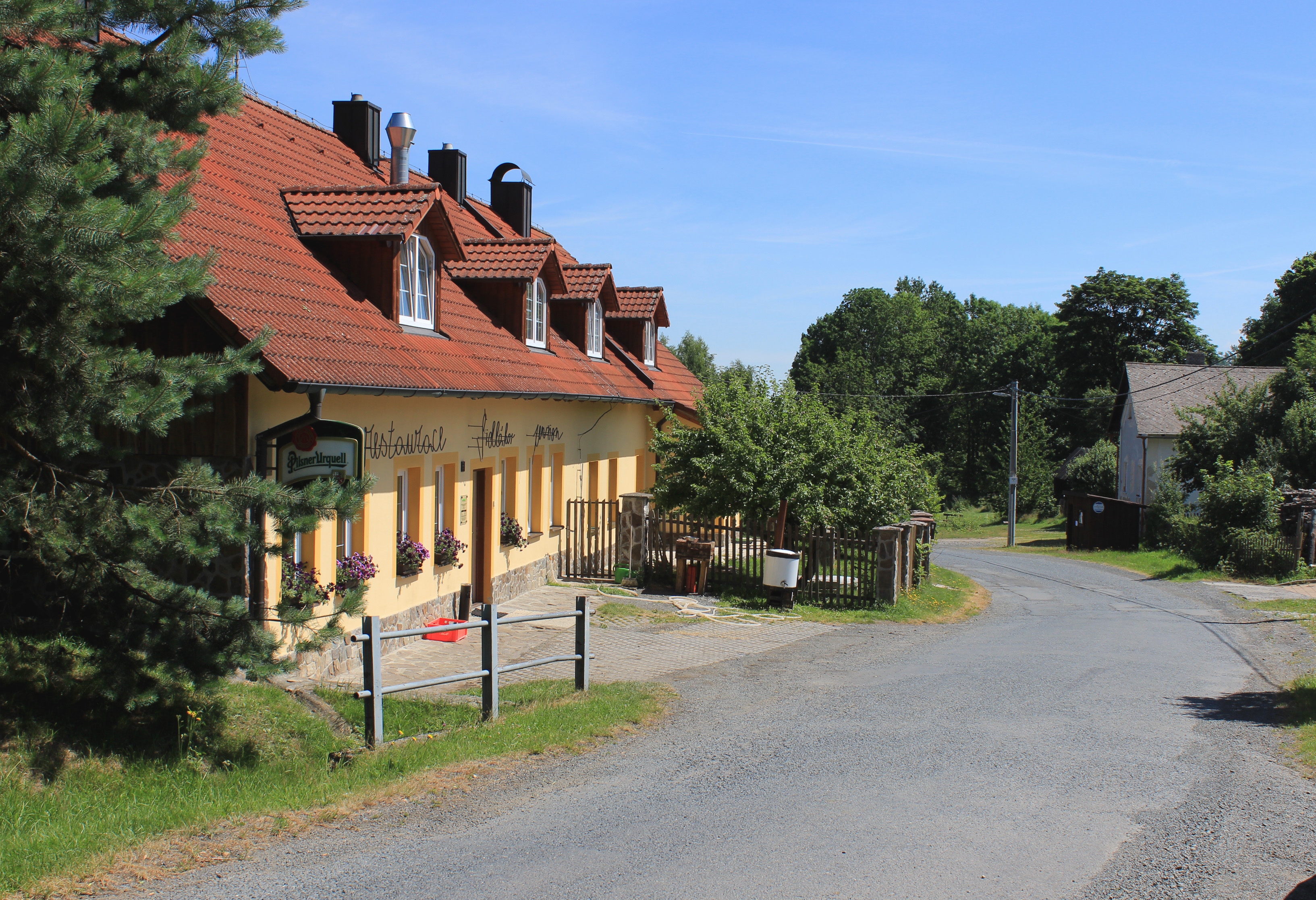
Restaurace
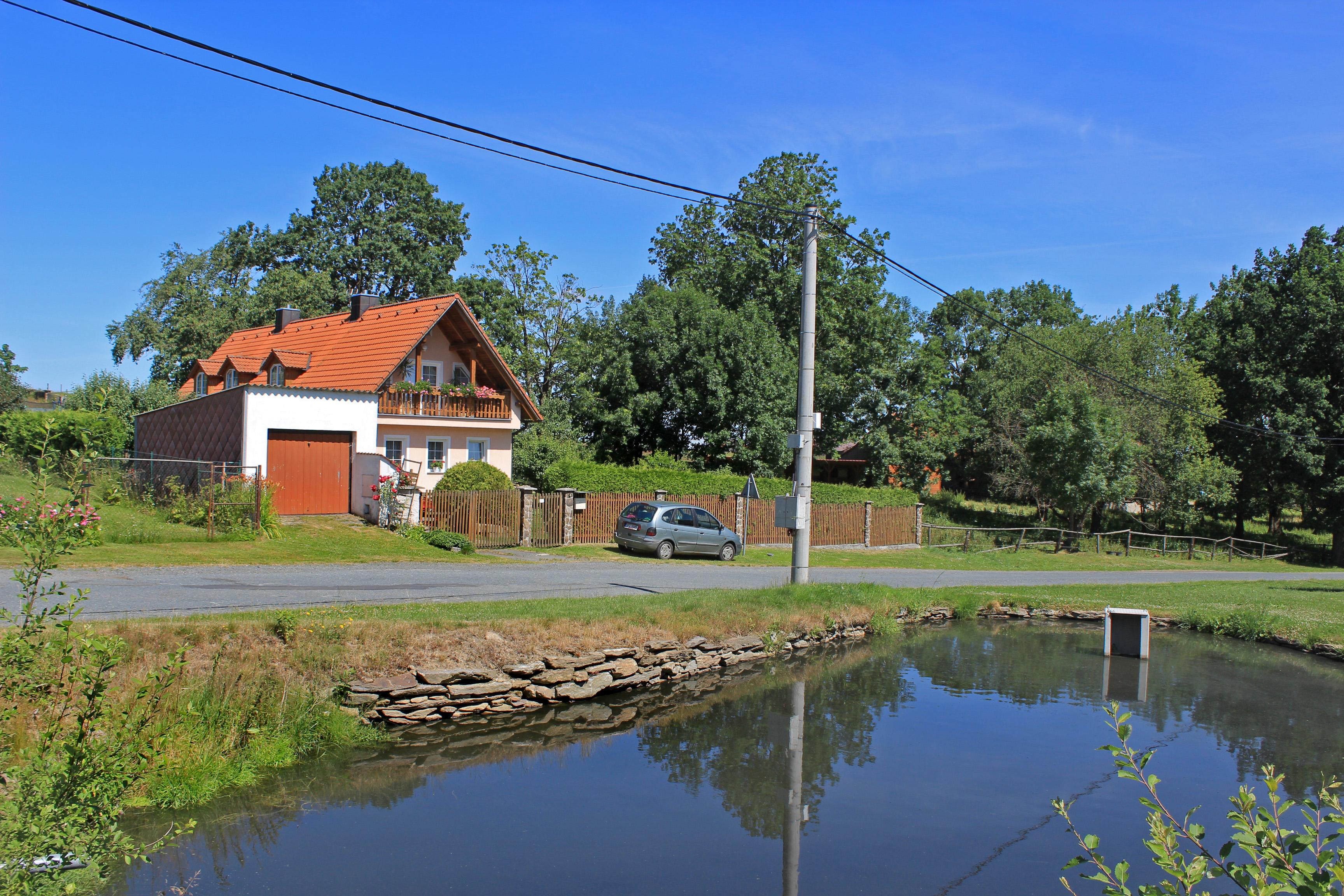
Rybníček u hlavní silnice